# Comitato di Varasdino
Il comitato di Varasdino (in ungherese Varasd vármegye, in croato Varaždinska županija) è stato un antico comitato del Regno d'Ungheria situato nell'odierna Croazia settentrionale. Il comitato apparteneva al regno autonomo di Croazia e Slavonia; il suo capoluogo era l'omonima città di Varasdino (Varaždin).

## Geografia fisica
Il comitato di Varasdino confinava con il territorio austriaco della Stiria, nonché con gli altri comitati di Zala, Somogy, Belovár-Kőrös e Comitato di Zagabria (gli ultimi due parte della Croazia-Slavonia). Il territorio del comitato era delimitato a nord dal fiume Drava, che formava anche il confine con l'Ungheria in senso proprio.

## Storia
In seguito alla prima guerra mondiale il comitato fu sciolto e col Trattato del Trianon (1920) passò al Regno dei Serbi, Croati e Sloveni (poi trasformatosi in Regno di Jugoslavia). Dal 1991, anno della dissoluzione della Jugoslavia, il territorio dell'antico comitato fa parte della Croazia (contee di Varasdino e Krapina-Zagorje).
| Controllo di autorità | VIAF (EN) 152469095 · LCCN (EN) n82119263 · BNF (FR) cb12328998b (data) · J9U (EN, HE) 987007557546105171 |